# Ekaterina Stolyarova
Ekaterina Andreïevna Stolyarova (en russe : Екатерина Андреевна Столярова), née le 25 avril 1988 à Tchoussovoï est une skieuse acrobatique spécialiste des bosses.
Elle compte deux participations aux Jeux olympiques, en 2010 à Vancouver où elle est finaliste, prenant la septième place et en  2014 à Sotchi, où elle termine dix-neuvième.
Stolyarova a aussi terminé quatrième lors des Championnats du monde en 2011.
Son palmarès comporte quatre podiums de Coupe du monde dont une victoire à Mont Gabriel en janvier 2008.

## Podiums en Coupe du monde
| Date            | Lieu         | Rang               | Discipline          |
| 20 janvier 2008 | Lake Placid  | Médaille d'argent  | Bosses              |
| 26 janvier 2008 | Mont Gabriel | Médaille d'or      | Bosses              |
| 29 janvier 2011 | Calgary      | Médaille de bronze | Bosses              |
| 14 janvier 2012 | Mont Gabriel | Médaille de bronze | Bosses en parallèle |